# VdB 7
vdB 7 è una piccola nebulosa diffusa, visibile nella costellazione di Cassiopea.
Si individua circa 3° a nordest della stella ι Cassiopeiae, che essendo di magnitudine 4,6 è ben visibile anche ad occhio nudo in un cielo buio; la sua osservazione è fortemente penalizzata a causa della stella RZ Cassiopeiae, una stella bianca variabile a eclisse di classe spettrale A3 facilmente individuabile anche con un binocolo, essendo di sesta magnitudine: la nebulosa si trova pochi primi d'arco a sud di questa stella. La stella illuminante in realtà non sarebbe RZ Cassiopeiae, ma una stella molto più debole, di undicesima magnitudine. Sul bordo sudorientale è presente una parte non illuminata, che appare come una sottile banda scura.